# Ströer DERG Media

Das Logo des Unternehmens

Die Ströer DERG Media GmbH (ehemals Deutsche Eisenbahn-Reklame GmbH, abgekürzt DERG) ist ein deutsches Unternehmen, das Werbeträger vor allem im Bahnhofsbereich vermarktet. Bis Anfang 2006 war das Unternehmen eine Tochtergesellschaft der Deutsche Bahn AG, die das Unternehmen an den Ströer-Konzern verkauft hat.
Anfang 2005 waren die Verkaufspläne bekannt geworden. Laut Presseberichten hätten viele Unternehmen Interesse signalisiert. Im Jahr 2004 hatte das Unternehmen einen Umsatz von 124 Millionen Euro erwirtschaftet. Im Herbst 2005 wurde der Verkauf der Gesellschaft an Ströer bekannt. Der Kaufpreis lag laut Medienberichten bei rund 100 Millionen Euro, zuzüglich rund 40 Millionen Euro an Garantien.